# المحجر (حبيش)

تعديل مصدري - تعديل

المحجر هي إحدى قرى عزلة شباع بمديرية حبيش التابعة لمحافظة إب، بلغ تعداد سكانها 406 نسمة حسب تعداد اليمن لعام 2004.